# رددندران اسکلیپنبچی
رددندران اسکلیپنبچی (نام علمی: Rhododendron schlippenbachii) نام یک گونه از سرده خرزه هندی است.